# Sophia Louisa von Hessen-Darmstadt
Sophia Louisa von Hessen-Darmstadt (* 6. Juli 1670 in Darmstadt; † 2. Juni 1758 in Oettingen) war landgräfliche Prinzessin und durch Heirat Fürstin von Oettingen-Oettingen.

## Leben
Sophia Louisa war eine Tochter des Landgrafen Ludwig VI. von Hessen-Darmstadt (1630–1678) aus dessen Ehe mit Elisabeth Dorothea von Sachsen-Gotha-Altenburg (1640–1709), Tochter von Ernst I. von Sachsen-Gotha-Altenburg und wuchs zusammen mit ihren Geschwistern
- Magdalena Sibylla (1652–1712, ⚭ Herzog Wilhelm von Württemberg (1647–1677))
- Maria Elisabeth (1656–1715, ⚭ Heinrich von Sachsen-Römhild)
- Ludwig VIII. (1658–1678, Landgraf)
- Sophie Marie (1661–1712, ⚭ Herzog Christian von Sachsen-Eisenberg)
- Ernst Ludwig (1667–1739, Landgraf)
- Georg (1669–1705, kaiserlicher General)
- Philipp (1671–1736, kaiserlicher Feldmarschall)
- Heinrich (1674–1741, kaiserlicher General)
- Elisabeth Dorothea (1676–1721, ⚭ Landgraf Friedrich III. von Hessen-Homburg)
- und Friedrich (1677–1708, russischer Regimentskommandeur)

auf.
Sie heiratete am 11. Oktober 1688 in Darmstadt den Fürsten Albrecht Ernst II. von Oettingen-Oettingen. Er war ein Cousin ihrer Schwägerin Dorothea, Ehefrau ihres Bruders Ernst-Ludwig. Ihr einziger Sohn starb am Tage seiner Geburt, so dass die Linie Oettingen-Oettingen erlosch.
Ihre Tochter Elisabeth Friederike (1691–1758) heiratete 1713 Karl Ludwig Graf zu Hohenlohe-Neuenstein-Gleichen.